# Bulbophyllum nebularum
Bulbophyllum nebularum är en orkidéart som beskrevs av Rudolf Schlechter. Bulbophyllum nebularum ingår i släktet Bulbophyllum och familjen orkidéer. Inga underarter finns listade i Catalogue of Life.